# Campeonato Mundial de Debate em Língua Portuguesa
O Campeonato Mundial de Debate em Língua Portuguesa (CMDLP) é uma competição de debate para os países de língua oficial portuguesa, organizado por sociedades de debate competitivo.

## Formato
O Torneio Nacional de Debates Universitários segue o modelo parlamentar britânico, que consiste na discussão de uma moção, feita por quatro duplas: duas a favor e duas contra. As posições, assim como a moção, são sorteadas e cada dupla tem 15 minutos para prepararem os seus casos após a revelação a moção, na qual se segue o debate propriamente dito, em que cada pessoa tem 7 minutos para fazer o seu discurso. Cada debate é avaliado por uma mesa de adjudicação, responsável por decidir qual a dupla mais persuasiva, através da avaliação da argumentação.
Em termos de formato, consiste em nove rondas, uma pré-semifinal, um semifinal, uma final de iniciados e uma final geral, distribuídos por quatro dias.

## Edições
| Edição | Ano  | Local   | Dias            | Organização | Dupla vencedora                | Universidade | Ref.                    |
| ------ | ---- | ------- | --------------- | ----------- | ------------------------------ | ------------ | ----------------------- |
| I      | 2018 | Cascais | 26-29 de abril  | SDUL        |                                |              | [ 2 ] [ 3 ]             |
| II     | 2019 | Lisboa  | 24-28 de abril  | SDUL        | David Lopes e Britanny Garcia  |              | [ 4 ] [ 5 ] [ 6 ] [ 7 ] |
| III    | 2021 | Online  | 3-7 de setembro | IBD         | Jess Peixoto e Bernardo Rabelo |              | [ 8 ]                   |